# Melanophryniscus atroluteus
Melanophryniscus atroluteus är en groddjursart som först beskrevs av Miranda-Ribeiro 1920.  Melanophryniscus atroluteus ingår i släktet Melanophryniscus och familjen paddor. IUCN kategoriserar arten globalt som livskraftig. Inga underarter finns listade i Catalogue of Life.